# Grays River (Neuseeland)
Der Grays River ist ein 35 km langer Fluss in der Region Canterbury auf der Südinsel von Neuseeland.

## Geographie
Das Quellgebiet des Grays River befindet sich am nördlichen Ende der Rollesby Range. Von seinem Quellgebiet aus fließt der Fluss zunächst gut 1,5 km nach Norden und schwenkt dann in einem Linksbogen entlang der Westseite der Rollesby Range in südwestlich Richtung, durchläuft danach ein Feuchtgebiet, an dessen Ende von Osten her der Mackenzie River zufließt und mündet, nachdem ebenfalls von Osten der Snow River seine Wässer zugetragen hat, dann nach insgesamt 35 km Flussverlauf, nördlich der Grays Hills als linker Nebenfluss in den Tekapo River.